# ماناسکوان، نیوجرسی
ماناسکوان (به انگلیسی: Manasquan) شهری در ایالت نیوجرسی کشور ایالات متحده آمریکا است که جمعیت آن در سرشماری سال ۲۰۱۰ میلادی، ۵٬۸۹۷ نفر بوده‌است.